# Altern 8
Altern 8 war eine britische Techno-Band aus den frühen 1990er Jahren von Mark Archer und Chris Peat, die aus dem 1989 gegründeten Projekt Nexus 21 hervorging. Sie galten als Ikonen der frühen Rave- und Hardcoreszene in Großbritannien. Mark Archer war auch an anderen, musiktechnisch ähnlichen Projekten wie Bizarre Inc. beteiligt.
Durch ihre Musikvideos und Live-Auftritte etablierten sie das damals typische Rave-Outfit mit Schutzanzügen und Staubmasken, die sie zuvor mit Wick Vaporub einrieben, um den Atem zu erfrischen und die Wirkung von Ecstasy zu intensivieren. Bei Live-Auftritten als auch in ihren Musikvideos achteten die beiden stets darauf, dass ihr Gesicht unkenntlich blieb.
Mit den Veröffentlichungen Activ-8 und Evapor-8 kam Altern 8 im Jahr 1992 in England in die Top 10, ihre erste bekannte Veröffentlichung war jedoch Infiltr-8 202 aus dem Jahr 1991.

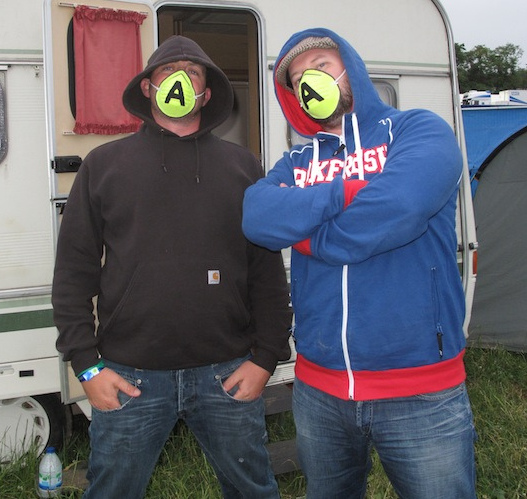
Fans mit Altern-8-Atemschutzmasken

Kultstatus in der Rave-Szene erlangten dabei die von ihnen verwendeten Uproars wie Top one, nice one – get sorted! in Activ-8 und This is the music you’ve all been waiting for – this is the sound of Altern 8! in Evapor 8. 
Die weiteren Single-Auskoppelungen Hypnotic St8 und Brutal8e aus ihrem Album Full on – Mask Hysteria konnten jedoch nicht ganz an die Erfolge der ersten drei Tracks anschließen.
Verglichen wurden sie des Öfteren mit dem damals ebenfalls erfolgreichen Act The KLF. Ähnliche bekannte Projekte / Gruppen aus dieser Zeit sind Sy-Kick, Dream Frequency oder Praga Khan.
1993 löste sich Altern 8 auf. Es wird behauptet, dass sich die beiden nachher nie wieder gesehen haben. Während Mark Archer nach wie vor in diversen Clubs als DJ auftaucht und sich in diversen Projekten engagiert, widmet sich Chris Peat seinem PC-Shop in der Nähe von Stratford-upon-Avon.
Ab Mitte der 2000er Jahre kam regelmäßig der Gewinnersong der Castingshow The X Factor in der Weihnachtswoche auf Platz eins der Charts, weshalb im Internet immer wieder Initiativen gestartet wurden, andere Lieder in der verkaufsstärksten Woche des Jahres an die Spitze zu bringen. 2013 versuchte ein Fan, den größten Hit von Altern 8 über Facebook zu einem solchen Kandidaten zu machen, Activ 8 erreichte jedoch nur Platz 33.